# Карега Лигуре
Карѐга Лѝгуре (на италиански: Carrega Ligure; на пиемонтски: Cariegà, Кариега, на местен диалект: Carega, Карега) е село и община в Северна Италия, провинция Алесандрия, регион Пиемонт. Разположено е на 958 m надморска височина. Населението на общината е 85 души (към 2010 г.).